# 캐슬바니아: 피의 론도
《캐슬바니아: 피의 론도》(Castlevania: Rondo of Blood)는 코나미가 발매한 액션 어드벤처 플랫폼 게임이다. PC 엔진으로 출시된 유일한 캐슬바니아 게임으로 CD를 플레이할 수 있는 PC 엔진 애드온 슈퍼 CD-ROM² 시스템을 사용했다. 주인공 릭터 벨몬트가 납치당한 연인 아네트를 구출하고 드라큘라를 물리치는 여정을 다뤘다.
1993년 10월 29일 일본서 《악마성 드라큘라 X: 피의 론도》(悪魔城ドラキュラX 血の輪廻)라는 제목으로 처음 출시됐다. 1995년엔 슈퍼 패미컴으로 같은 내용을 다룬 리메이크 《캐슬바니아: 드라큘라 X》가 발매됐고, 1997년엔 후속작 《캐슬바니아: 밤의 교향곡》이 발매됐다. 2007년에는 2.5D 리메이크 《캐슬바니아: 더 드라큘라 X 크로니클즈》가 플레이스테이션 포터블로 발매됐다.

## 줄거리
《피의 론도》의 무대는 1792년의 유럽으로, 세상을 혼돈으로 뒤덮으려는 군주 드라큘라와 그를 막으려는 벨몬트 가문과의 사투가 배경이다. 주인공은 사이먼 벨몬트의 후손, 19세 흡혈귀 사냥꾼 릭터 벨몬트 (호리카와 진)이다. 릭터는 드라큘라의 부하 샤프트가 납치해간 연인 아네트 (혼다 아츠코)를 구하기 위해 성스러운 채찍 '뱀파이어 헌터'를 들고 말타고 쫓아간다. 모험 중에 릭터는 12세 고아 마리아 리나드 (텟포즈카 요코)를 만나게 되고, 자기를 데려가달라는 부탁을 들어 그녀와 함께 행동한다. 드라큘라의 성 곳곳에 갇힌 마을 주민 테라 (무라타 히로미)와 아이리스 (야스다 아키에)를 구한 릭터 일행은 마침내 아네트를 구하나, 모든 일의 근원인 드라큘라를 처치하기 위해 그녀와 작별하고 성 최상부로 향한다. 군주의 부하 샤프트와 데스를 처치하고 마침내 드라큘라 (이시마루 히로야)와의 전투에서도 승리한 릭터와 마리아는 무너지는 성을 뒤로하고 그 자리를 떠난다.

## 그 외 발매판

### 《캐슬바니아: 드라큘라 X》
슈퍼 패미컴으로 발매된 《캐슬바니아: 드라큘라 X》(Castlevania: Dracula X)는 《피의 론도》의 이야기를 다시 다룬 작품이다. 기존 PC 엔진 CD 게임과 줄거리와 대개 내용을 공유하고 그래픽 일부를 재사용했지만, 간략화된 게임플레이 요소와 완전히 새로운 레벨들로 구성됐다. 일본서 1995년 7월 21일 《악마성 드라큘라 XX》(悪魔城ドラキュラXX)라는 제목으로 출시됐고, 북미 및 유럽 지역에선 1995년 9월에 출시됐다. 유럽에선 《캐슬바니아: 뱀파이어의 키스》(Castlevania: Vampire's Kiss)라는 제목으로 발매됐다. 2016년에 뉴 닌텐도 3DS 버추얼 콘솔로 재발매됐다.

### 《캐슬바니아: 더 드라큘라 X 크로니클즈》
《캐슬바니아: 더 드라큘라 X 크로니클즈》(Castlevania: The Dracula X Chronicles)는 플레이스테이션 포터블로 발매된 2.5D 리메이크 게임이다. 게임의 모든 장면을 3D로 구현하고 새 음성을 추가했다. 보스 연속전이 별도로 포함되어있는 것을 제외하면 전체적인 게임플레이 자체는 《피의 론도》와 큰 차이가 없다. 보너스로 PC 엔진 CD판 원작과 후속작 《캐슬바니아: 밤의 교향곡》도 플레이할 수 있다.
2007년 10월 23일 북미 지역에서 최초로 출시됐고, 같은 해 11월 8일 일본에서 《악마성 드라큘라 X 크로니클즈》(悪魔城ドラキュラ Xクロニクル)라는 제목으로 출시됐다.

## 평가
| 평가 |                        |
| --- | ---------------------- |
| 평론 점수 평론사 점수 1UP.com B+ (PSP) [ 15 ] EGM 6.75/10 (Super NES) [ 16 ] 유로게이머 7/10 (PSP) [ 10 ] 패미츠 24/40 (Super NES) [ 17 ] 게임스파이 (PSP) [ 18 ] IGN 9/10 (Virtual Console) [ 19 ] 닌텐도 라이프 (Virtual Console) [ 20 ] Next Generation (Super NES) [ 21 ] |                        |
| 평론 점수 |                        |
| 평론사 | 점수                   |
| 1UP.com | B+ (PSP)               |
| EGM | 6.75/10 (Super NES)    |
| 유로게이머 | 7/10 (PSP)             |
| 패미츠 | 24/40 (Super NES)      |
| 게임스파이 | (PSP)                  |
| IGN | 9/10 (Virtual Console) |
| 닌텐도 라이프 | (Virtual Console)      |
| Next Generation | (Super NES)            |